# 長井南バイパス
長井南バイパス（ながいみなみバイパス）は、山形県東置賜郡川西町から長井市までの国道287号のバイパス道路である。

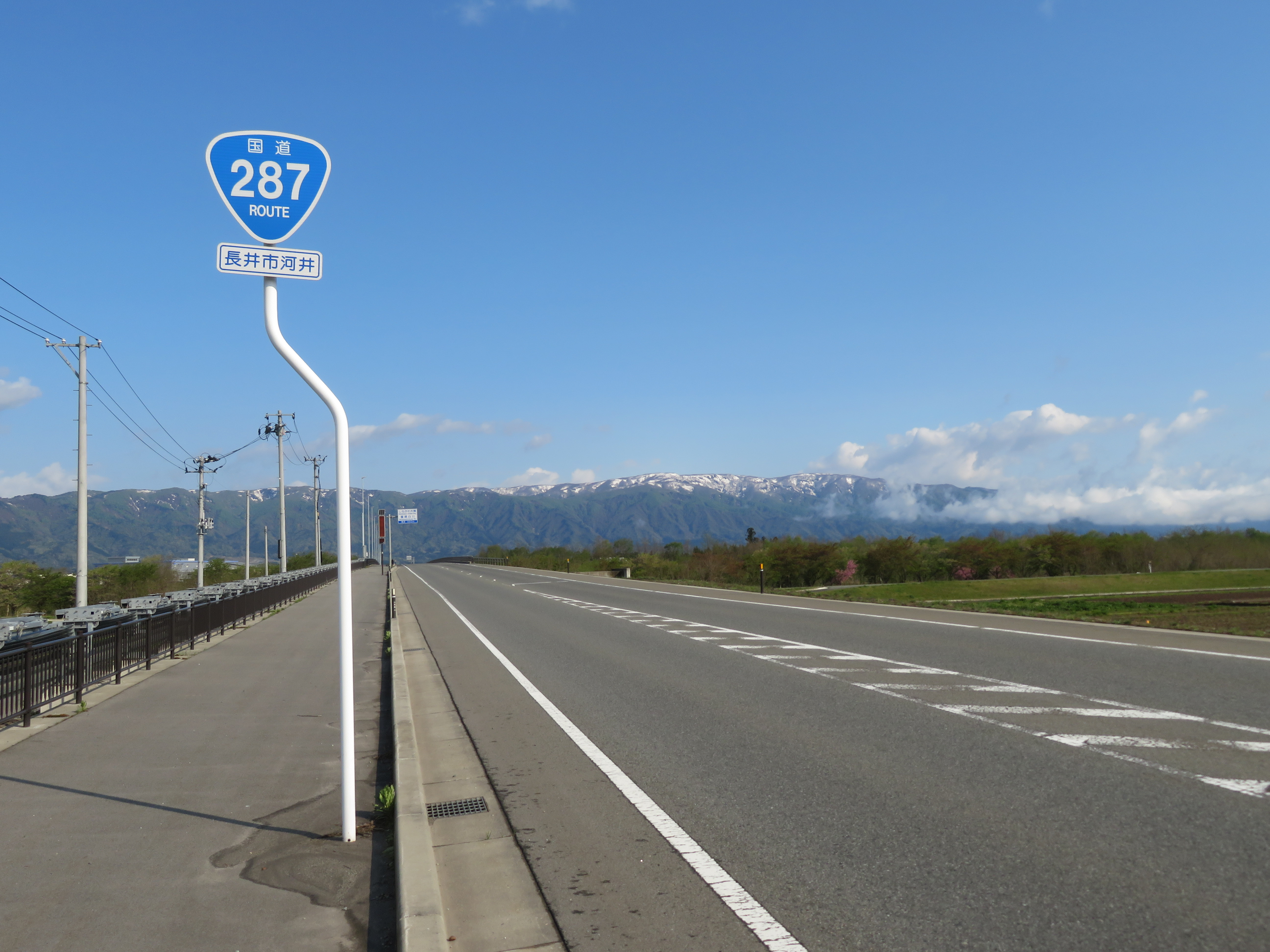
山形県長井市河井付近

## 概要

### 路線データ
- 起点：山形県東置賜郡川西町大塚
- 終点：山形県長井市泉
- 全長：6.3km
- 幅：14.5m
- 車線数：暫定2車線（完成4車線）

## 歴史
- 1997年 - 事業開始
- 2002年 - 川西町大塚 - 西大塚間 (1.5km) 開通
- 2010年 - 川西町西大塚 - 長井市河井間 (3.5km) 開通[2]
- 2016年3月30日 - 長井市河井 - 泉間（1.3km）開通[1]

## 地理

### 交差する道路
- 山形県道248号上伊佐沢川西線（川西町大塚）
- 梨郷道路（川西町西大塚）（川西IC（仮称）、建設中）
- 国道113号（川西町西大塚）